# Переда, Висенте
Висенте Переда (исп. Vicente Pereda Mier, 18 июля 1941, Толука-де-Лердо) — мексиканский футболист, нападающий. По завершении игровой карьеры — футбольный тренер.
В качестве игрока известен выступлениями за клуб «Толука» и национальную сборную Мексики.

## Клубная карьера
Висенте Переда потерял в детстве родителей и воспитывался тетей, которая проживала в Мехико. В столице Мексики он и начал делать свои первые шаги в футболе.
Во взрослом футболе дебютировал в 1960 году выступлениями за команду «Толука». Цвета этого клуба и защищал на протяжении всей своей карьеры, которая продолжалась 16 лет. Один из лучших футболистов в истории клуба. Больше голов за «Толуку» забил лишь парагвайский форвард Хосе Кардосо.

## Выступления за сборную
В 1963 году дебютировал в официальных матчах в составе национальной сборной Мексики. В течение карьеры в национальной сборной, которая длилась восемь лет, провёл в форме главной команды страны 21 матч и забил шесть голов.
В составе олимпийской сборной страны принимал участие в домашних для мексиканцев Олимпийских играх 1968 года, занял вместе с командой итоговое четвёртое место.

## Карьера тренера
Начал тренерскую карьеру, вернувшись к футболу после небольшого перерыва в 1982 году. Возглавил тренерский штаб клуба «Монтеррей». Опыт тренерской работы ограничивается этим клубом.

## Титулы и достижения

### Клубные
- Чемпион Мексики (3): 1966/67, 1967/68, 1974/75
- Вице-чемпион Мексики (1): 1970/71
- Чемпион чемпионов Мексики (2): 1967, 1968
- Обладатель Кубка чемпионов КОНКАКАФ (1): 1968

### Индивидуальные
- Лучший бомбардир чемпионата Мексики (1): 1969/70 (20 голов)